# Symphyllia wilsoni
Symphyllia wilsoni là một loài san hô trong họ Mussidae. Loài này được Veron mô tả khoa học năm 1985.